# 西貢港
10°49′21″N 106°45′14″E / 10.8225°N 106.754°E
西貢港（越南语：／）是一個位於越南胡志明市境內、西貢河上的港口，也是越南南部最重要的貨物集散中心，每年吞吐量達3千500噸。由於都市計畫的考量，所以西貢港的機能將遷至胡志明市東北方80公里的巴地頭頓省境內。新港口預計可容納5萬噸的輪。